# G9：特攻聯盟
《G9：特攻聯盟》是一款由台灣團隊天火數位研发，由昱泉國際代理發行的跨平台多人線上戰鬥競技場遊戲。為了跨平台的競技類遊戲平衡性，開發團隊表示本作將採 PC 遊戲與手機遊戲分開經營的多平台模式，而非跨平台對戰。

## 歷史

### 內部測試
- 2023年1月18日，公開遊戲現階段正在進行內部測試，預計今年夏天推出。[2]

### Steam 搶先體驗
- 2024年8月21日起，於 Steam 平台展開搶先體驗的刪檔測試，開放 13 位英雄體驗。開發者在 Steam 平台上指出：「目前的開發進度約80%，搶先體驗模式預計為期一年。」官方同時預告，遊戲手機雙平台也將於今年第三季上線並進行測試。[3]

### Andriod 限時封測
- Andriod刪檔封測時間為2025年2月18日至同年3月6日。[4]

## 電競相關

### PC 版本賽事
- 2023年7月29日：《G9: League of Aces》台灣六都王牌爭霸戰於漫博會 Gamers Con 2023 開打[5]，冠軍隊伍為弘光獵鷹。
- 2024年7月：於中華民國電子競技運動協會登記的戰隊 Tiwaz Sowilo Team（TSTeam）宣布將以《G9：特攻聯盟》為主要競技項目。
- 2024年7月29日：由新北市政府支持的《G9: League of Aces 特攻聯盟》精英爭霸戰於漫博會 Gamers Con 2024 登場，最終由 TSTeam 奪得本次賽事冠軍。[6]
- 2024年11月16日：原定於弘光電競館舉行2024 GTAS《G9特攻聯盟台灣王牌爭霸賽》線下決賽日，首次延期至2025年3月29日[7]、二次延期至2025年5月24日[8]。
- 2024年12月1日：臺南市政府體育局與中華文化教育協會及中華虛擬運動協會共同主辦的第六屆 2024 CCCE 城市盃 數位科藝電競大賽線下總決賽《G9：特攻聯盟》冠軍  TSTeam。[9]
- 2024年12月1日：2024弘光盃全國高中職電競大賽-秋季賽《G9：特攻聯盟》線下賽。
- 2025年4月26日：2025新北電競爭霸戰總決賽於新北電競基地開打[10]，《G9：特攻聯盟》冠軍為青年勇士[11]。
- 2025年5月3日：2025年弘光盃全國高中職電競大賽-春季賽 《G9：特攻聯盟》線下賽。
- 2025年5月24日：於弘光電競館舉行2025 GTAS《G9特攻聯盟台灣王牌爭霸賽》線下決賽，冠軍為YTSH（青年勇士一隊）、亞軍為弘光獵鷹。
- 2025年7月25日：《G9 亞洲對決：台泰王者交鋒》於漫博會 Gamers Con 2025 的遊戲振興會主舞台開打[12]，表演賽由「G9不老戰隊」vs.「弘光對不隊」及台灣「青年勇士YTSH」vs. 泰國「Krabi Esports」的跨國挑戰賽，最終青年勇士YTSH為本次跨國挑戰賽冠軍[13]。

## 評價

### 遊戲打擊手感不佳
- 有玩家於Steam評論上反映有著遊戲打擊手感不佳，面臨與《JUMP：群星集結》（JUMP: Assemble）一樣有著較差的遊玩體驗[14]。

### 遊戲BUG
- 需要更多玩家投入，讓遊戲公司及時處理。但競品不少，例如：與傳說對決、英雄聯盟同類型的遊戲做市場瓜分是國產遊戲都需面臨的問題。

### 國產遊戲推廣不力
- 遊戲官方花錢推廣，但在遊戲性不佳的情況下，僅靠舉辦電競賽事也難讓新血加入。

## 外部連結
- 《G9：特攻聯盟》官方網站
- 《G9：特攻聯盟》官方Facebook
- 《G9：特攻聯盟》官方Instagram
- 《G9：特攻聯盟》官方Youtube
- 《G9：特攻聯盟》Steam版本